# Deppea guerrerensis
Deppea guerrerensis là một loài thực vật có hoa trong họ Thiến thảo. Loài này được Dwyer & Lorence mô tả khoa học đầu tiên năm 1988.